# Bamlak Tessema Weyesa
Bamlak Tessema Weyesa (Addis Abeba, 30 dicembre 1980) è un arbitro di calcio etiope.
Diventato arbitro FIFA nel 2009, ha lavorato come arbitro nelle qualificazioni al campionato mondiale di calcio 2014, a partire dalla partita di andata della prima fase Gibuti-Namibia dell'11 novembre 2011, finita 0-4. Dopo essere stato riserva ai mondiali di Russia 2018, nel dicembre dello stesso anno è selezionato dalla FIFA in vista del mondiale per club.
Partecipa ai XXXII Giochi Olimpici di Tokyo 2020, svoltisi tra il luglio e l'agosto 2021, e dirige le partite Spagna-Spagna (1-0, Sapporo, 25 luglio), Brasile-Arabia Saudita (3-1, Saitama, 28 luglio) e Messico-Giappone (3-1, Saitama, 6 agosto).
È stato poi selezionato come arbitro per la Coppa d'Africa 2021, dirigendo la partita dei gironi Senegal-Guinea (0-0) e l'ottavo di finale Camerun-Comore (2-1). Sarà in seguito uno degli arbitri selezionati per il Campionato delle nazioni africane 2022.